# Doksaal

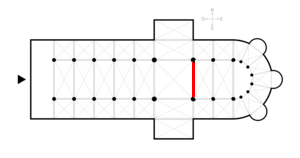
van een kruiskerk

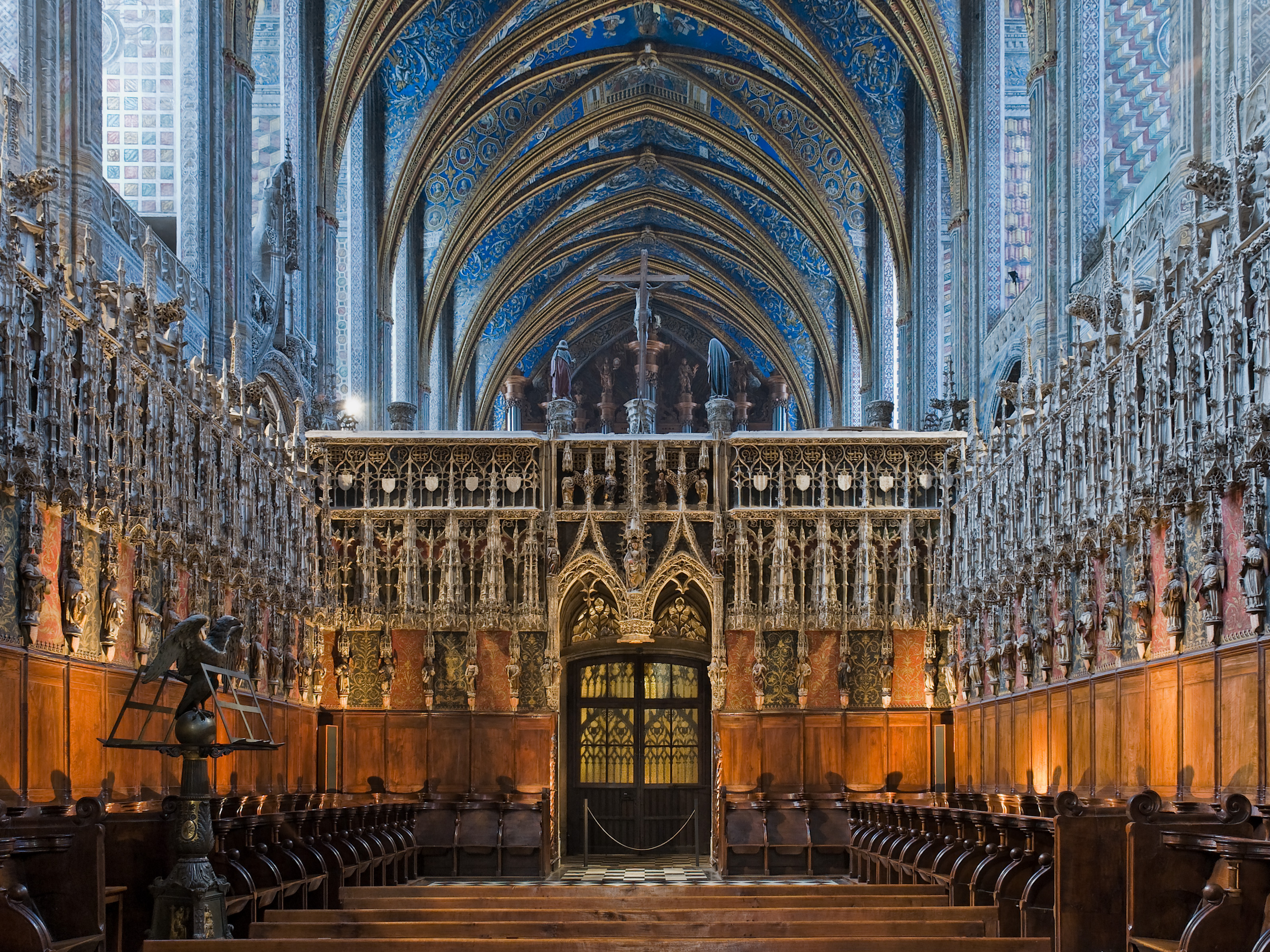
Doksaal in de kathedraal van Albi

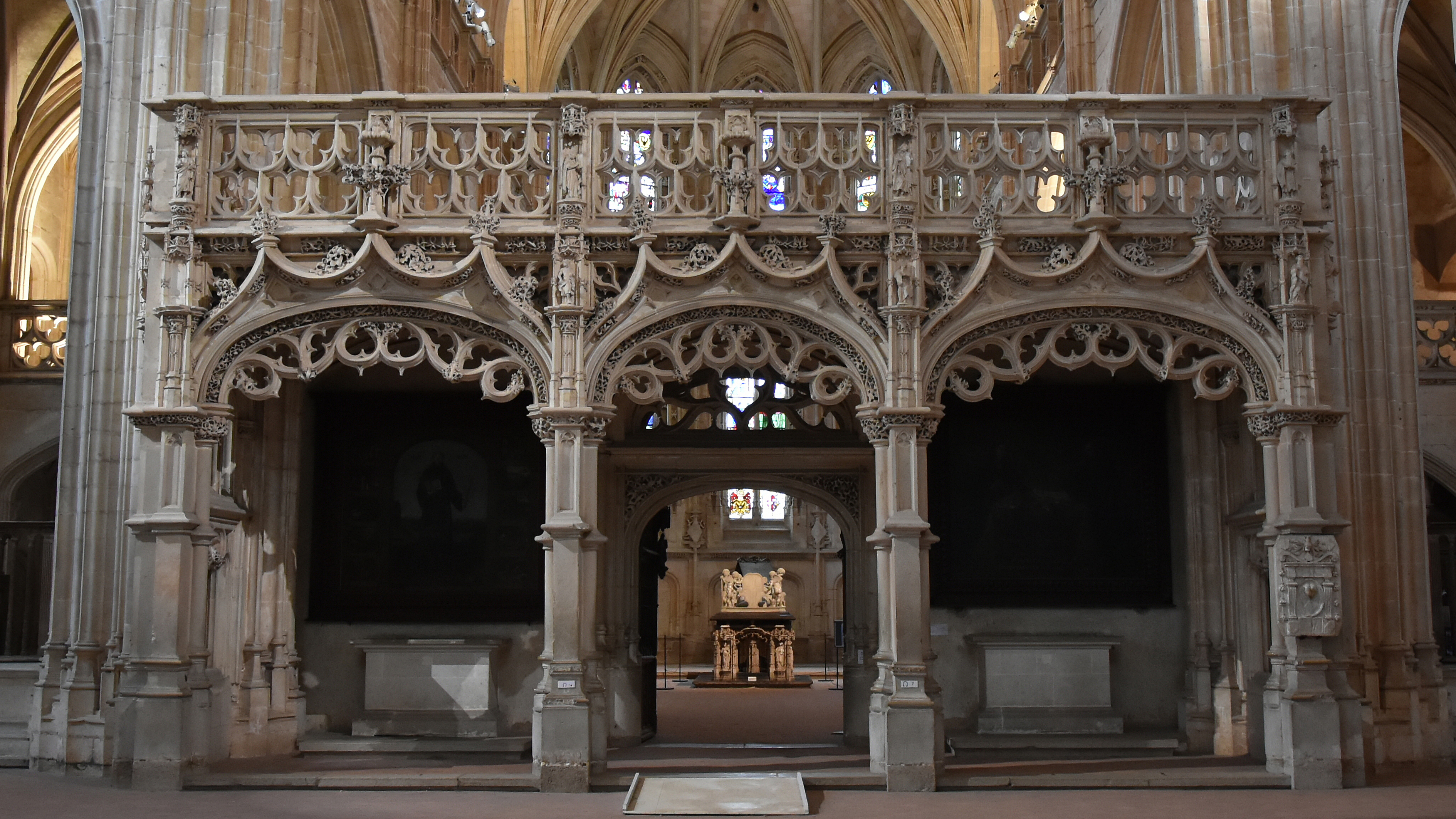
Doksaal in de Nicolaas van Tolentijnkerk

Een doksaal, niet te verwarren met oksaal, of jubee is een houten of stenen wand die in een kerk het schip scheidt van het priesterkoor. Het heeft dezelfde functie als een koorhek. Doksaal komt mogelijk van het Latijnse woord voor rug: dorsa, klaarblijkelijk om hiermee de sluiting, de 'rug' van het koor aan te duiden. Jubee, dat uit het Frans komt, is ontleend aan Jube, domine, benedicer, Heer, wil mij zegenen, en geeft een belangrijke liturgische functie van het doksaal aan. Het is het verzoek van de diaken voordat deze zich voor het lezen van het evangelie naar de ambo bij het doksaal begaf.
Het doksaal was in het gebied ten noorden van de Alpen tot aan de Reformatie in de meeste kerken te vinden. Ten gevolge van de Katholieke Reformatie ontstond het verlangen het hoogaltaar weer zichtbaar te maken voor de gelovigen. Vele oude doksalen werden verwijderd en uit de late gotiek zijn er slechts enkele bewaard gebleven.
Een iconostase, een wand samengesteld uit iconen in de orthodoxe kerken, is met een doksaal te vergelijken.

## Beschrijving
Het doksaal is een (half) gesloten wand, met daarbovenop een tribune. Op die tribune is plaats voor een lessenaar en soms een orgel. Dikwijls was er een altaar onder de tribune geplaatst. Aan de schipzijde is er sprake van een overhuiving, waaronder ruimte is voor zijaltaren en een altaar ten behoeve van de leken, het Heilige Kruisaltaar. Dit altaar vond in de late middeleeuwen in meerdere kerken een plek op het doksaal.
Aan de borstwering van het doksaal waren vaak voorstellingen, panelen of schilderingen, aangebracht die te maken hadden met het lijden en sterven van Christus of andere Bijbelse voorstellingen.
De scheiding tussen schip en koor heeft te maken met de sacralisering van het koor ten opzichte van het schip. Het koorhek heeft die functie ook en dat treft men vooral ten zuiden van de Alpen aan.

## Gebruik
Men vermoedt dat het dichte doksaal ook diende om de tocht tegen te houden voor de monniken en priesters die op alle uren van de dag in het koor in gebed waren of de mis opdroegen.
Gezien de veelal rijke uitvoering van het doksaal, met name in de gotische periode, diende het doksaal ook als belangrijk statussymbool van de kerkelijke gemeenschap.
In de mis werd het doksaal in eerste instantie gebruikt om ofwel de lezing te zingen in de richting van de verzamelde gelovigen in het schip, ofwel in de richting van de monniken en priesters in het koor. Het doksaal werd ook voor belangrijke mededelingen en de bisschopswijding gebruikt.

## Beeldenstorm en katholieke reformatie
Er is in de Beeldenstorm in Engeland hevig huisgehouden. De hele tribune werd daar dikwijls verwijderd om te zorgen dat deze nooit meer zou worden gebruikt. Verder verwijderde men daar van het doksaal, 'rood screen', de afbeeldingen. Omdat de Engelse doksalen vaak van steen waren opgetrokken, werden ze niet in helemaal stukgeslagen zoals dat in het protestantse Nederland met de houten doksalen vaak wel gebeurde.
Er verdwenen in het katholieke gebied meer doksalen dan in het protestantse gebied. Tijdens de Katholieke Reformatie (16e - 18e eeuw) ontstond het verlangen om het hoogaltaar opnieuw voor de gelovigen goed zichtbaar te maken. Het doksaal stond in de weg en werd meestal afgebroken. Een scheiding tussen het schip en het koor was in de protestantse Nederlanden daarentegen vaak wel gewenst.
Toen in de 19e eeuw de neogotiek in Nederland teruggreep op gebruiken uit de middeleeuwen werden in een klein aantal katholieke kerken nieuwe doksalen aangebracht, onder andere door het St. Bernulphusgilde in de Sint-Catharinakathedraal in Utrecht.

## Bewaard gebleven doksalen

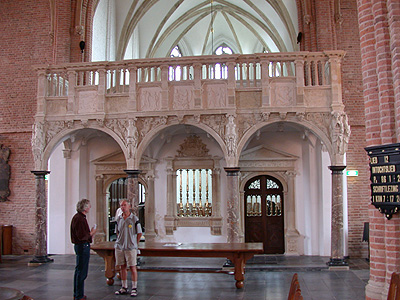
Rhenen: doksaal Cunerakerk

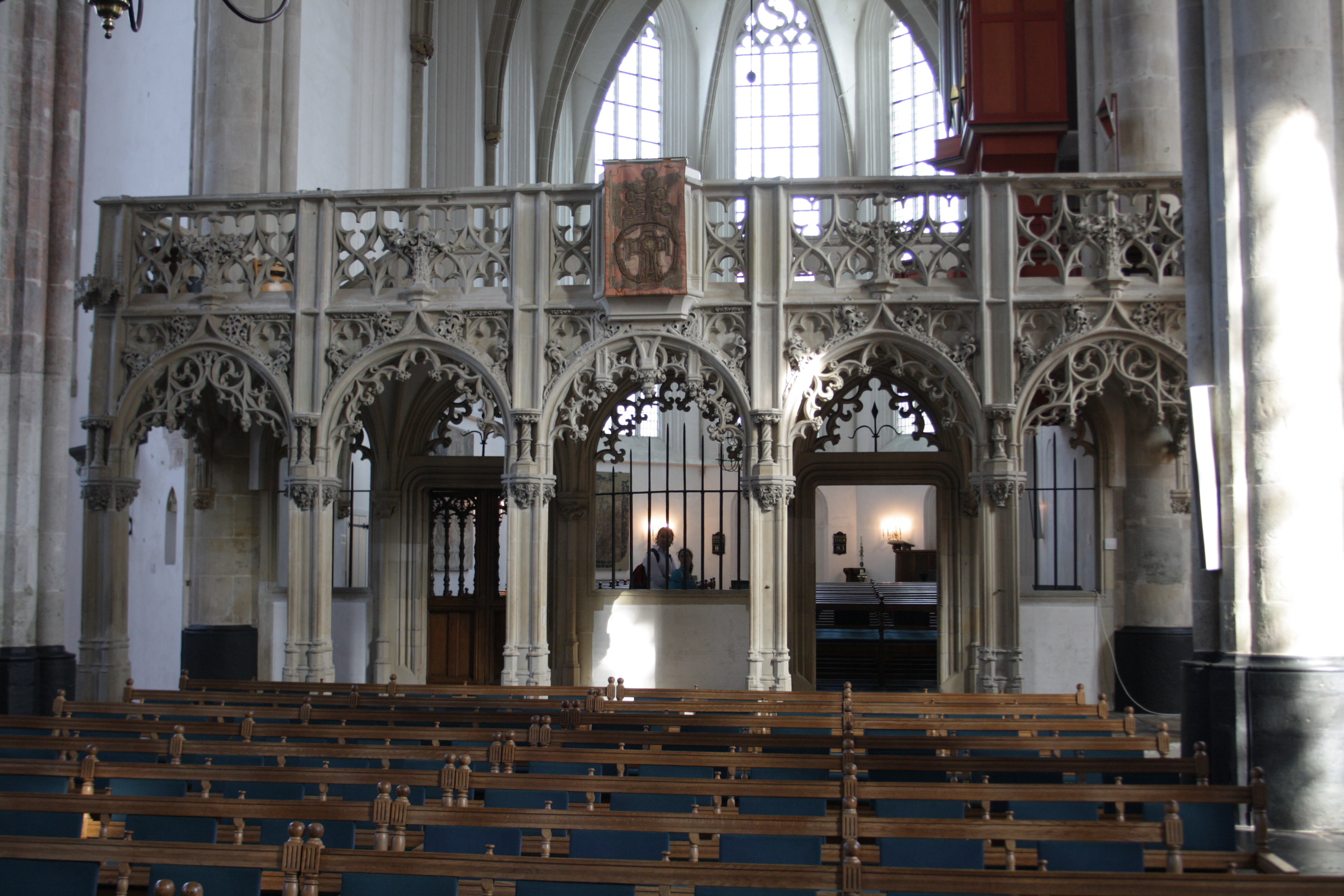
Amersfoort: doksaal Sint Joriskerk

### Nederland
In Nederlandse kerken zijn doksalen een relatief zeldzaam verschijnsel:
- Van het doksaal van de Sint-Servaasbasiliek in Maastricht uit het laatste kwart van de 13e eeuw zijn slechts een 25-tal brokstukken bewaard gebleven. Het beeldhouwwerk is geïnspireerd door de Sint-Servaaslegende.
- In de Mariakerk van het Groningse Krewerd bevindt zich een gemetselde halfopen arcadedoksaal. Dit dateert vermoedelijk uit ongeveer 1300. Het bestaat uit een achterwand met middendoorgang aan de koorzijde en drie gepleisterde rondbogen aan de schipzijde. De middelste boog geeft via een dubbele deur toegang tot het koor. Onder de buitenste rondbogen hebben, naar mag worden aangenomen, zijaltaren gestaan. Op de galerij boven de rondbogen staat het orgel uit 1531.
- In de kerk van het Groningse Leermens is een deel van het 14e-eeuwse doksaal bewaard gebleven.
- In de Oude Minderbroederskerk in Maastricht bevindt zich een gotisch  doksaal van Limburgse mergel.
- In de kerk van het Klooster Ter Apel in de provincie Groningen staat een laatgotisch, 16e-eeuws zandstenen doksaal, dat tegelijk met de kerk is opgeleverd in 1501.
- In de kerk van Holwierde ook in Groningen staat een laatgotisch, 16e-eeuws houten doksaal.
- In de Grote of Bartholomeüskerk in Schoonhoven bevindt zich een houten doksaal met renaissance-snijwerk van omstreeks 1550 dat later werd gewijzigd in herenbank.
- De Martinikerk van het Friese Oosterend beschikt over een renaissance-doksaal uit 1554.
- Ook het zandstenen doksaal in de Amersfoortse Sint-Joriskerk behoort tot de weinige intacte voorbeelden.
- Belangrijk is verder het doksaal in renaissancestijl van de Cunerakerk in Rhenen.

In al deze gevallen is de kerk na de reformatie protestants geworden, waardoor het koor zijn functie verloor. Slechts weinig kerken met doksalen keerden in de 19e eeuw terug in katholieke handen of waren steeds katholiek gebleven. In enkele gevallen kreeg het doksaal als orgeltribune een nieuwe plek in de kerk, o.a. in Boxmeer en Houthem-St. Gerlach. Het grote barokke doksaal van de Sint-Janskathedraal in 's-Hertogenbosch werd verkocht aan het Victoria and Albert Museum in Londen. In het Rijksmuseum in Amsterdam bevindt zich een doksaal dat werd verkocht door de armlastige hervormde kerk van Helvoirt. De Sint-Plechelmusbasiliek te Oldenzaal, een der oudste kapittelkerken van het bisdom Utrecht en tussen 1632 en 1810 in protestantse handen, had een 15e-eeuwse stenen doksaal, dat echter in 1810 werd afgebroken. In dat jaar kreeg de katholieke gemeenschap van Oldenzaal, na een besluit van koning Lodewijk Napoleon, de oude kerk weer in bezit en men beschouwde het oude doksaal letterlijk als een sta-in-de-weg.

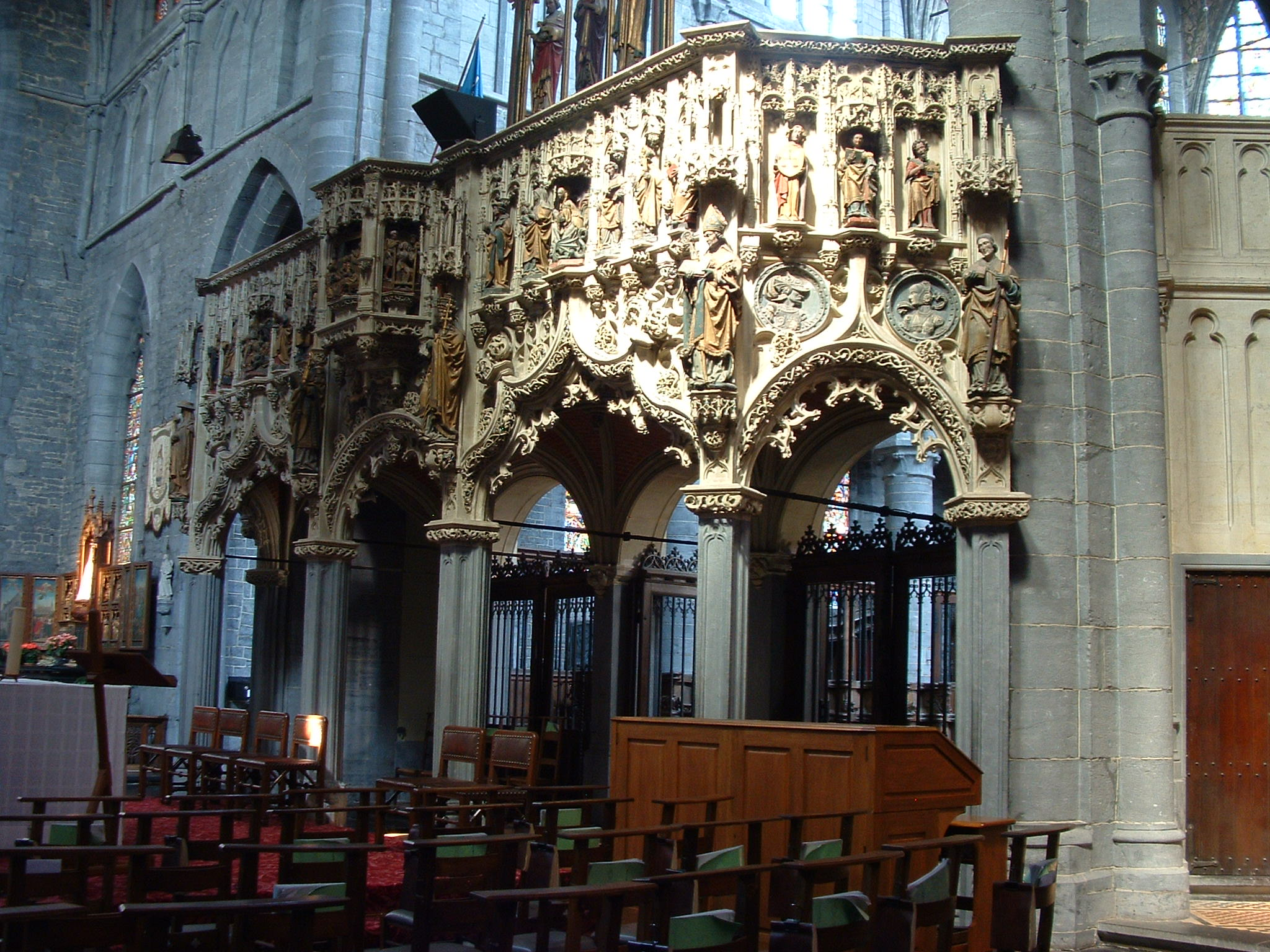
Walcourt: doksaal basiliek

### België
- In België is het 16e-eeuwse doksaal in de Sint-Maternusbasiliek in Walcourt van groot belang. Dit doksaal is mogelijk geschonken door keizer Karel V.
- In Zinnik heeft de romaanse collegiale kerk Sint-Vincentius een doksaal.
- Doornik kan twee doksalen voorleggen: in de Onze-Lieve-Vrouwekathedraal dateert het doksaal uit de renaissance (1574); ook in de Sint-Kwintenkerk vindt men er een.
- In Brugge is het doksaal volledig naar achteren in de Sint-Salvatorskathedraal verhuisd (zie Kathedraalorgel van Brugge). 
 Vier andere Brugse kerken hebben eveneens hun doksaal behouden, waaronder de Sint-Annakerk en de Sint-Jakobskerk.
- De collegiale Sint-Pieterskerk in Leuven en de Sint-Gummaruskerk in Lier hebben nog een laatgotisch doksaal.
- De Onze-Lieve-Vrouwekerk in Aarschot heeft een gotisch doksaal in flamboyante stijl. Op het doksaal zijn taferelen uit het lijden van Christus en de verrijzenis afgebeeld. Boven het doksaal is een 15e-eeuws triomfkruis aangebracht.
- In de Sint-Martinuskerk in Tessenderlo bevindt zich een doksaal uit 1525.
- In Antwerpen in de Sint-Jacobskerk, de kerk waar Rubens begraven ligt, staat een marmeren barok koordoksaal (1670).

### Duitsland
Vooral in het lutherse Duitsland zijn relatief veel doksalen, Lettner, bewaard.
- De Petrus en Paulus dom van Naumburg heeft er zelfs twee: zowel het oostelijk koor als het westelijk koor van deze romaanse kerk beschikken over een doksaal en beide doksalen hebben de reformatie overleefd.

Andere voorbeelden zijn:
- De Sint-Antoniuskerk in Hildesheim die zich naast de dom bevindt herbergt sinds 1960 het rijkversierde renaissancedoksaal van de dom van Hildesheim.
- De Sint-Mauritius en Katharina dom van Maagdenburg.
- De Sint-Stefanus en Sint-Sixtus dom van Halberstadt heeft een rijkversierd laatgotisch doksaal (1505).
- De kerk Sint-Pantaleon in Keulen heeft een rijkversierd doksaal uit de 16e eeuw dat bekroond wordt door een orgelkast (1652).
- De dom van Lübeck: ondanks de Britse bombardementen van 1942 is het doksaal nog oorspronkelijk. De vier beelden zijn van de hand van Bernt Notke en stellen de patroonheiligen van de dom voor. Op het zuidelijk uiteinde van het doksaal staat een groot astronomisch uurwerk uit 1628.

### Frankrijk
Er zijn weinig doksalen, jubé, in Frankrijk bewaard gebleven. De belangrijkste zijn te vinden:
- In Albi, in de kathedraal Sainte-Cécile.
- In Appoigny, in de Yonne, in de collegiale kerk Saint-Pierre-et-Saint-Paul.
- In Arques-la-Bataille, nabij Dieppe, heeft de kerk Notre-Dame-de-l'Assomption een renaissancedoksaal.
- In de crypte van de kathedraal Saint-Etienne in Bourges worden teruggevonden stukken van het vernielde gotische doksaal bewaard.
- In Bretagne bevinden zich ook nog een aantal doksalen, waaronder in Le Faouët (kapel Saint-Fiacre du Faouët, 1480), in Plonévez-du-Faou (kapel Saint-Herbot), in Priziac (kapel Saint-Nicolas, 1580), in Ploubezre (kapel van Kerfons) en in Plouvorn (kapel Notre-Dame de Lambader, 1410-1420). Deze doksalen zijn over het algemeen polychroom.
- In Brou, een buitenwijk van Bourg-en-Bresse, in de gotisch-flamboyante Nicolaas van Tolentijnkerk die deel uitmaakte van het Koninklijk klooster van Brou dateert het doksaal uit het begin van de 16e eeuw.
- In Cambrai heeft de kerk Saint-Géry een fraai in polychroom marmer gebeeldhouwd doksaal dat van de hand is van de 17e-eeuwse plaatselijke beeldhouwer Gaspard Marsy. Het werd uit de dwarsbeuk verwijderd en achteraan in de kerk onder de orgeltribune opgesteld.
- In een gang van de crypte van de kathedraal Notre-Dame in Chartres worden eveneens brokstukken bewaard van het gotische doksaal in afwachting van de creatie van een lapidair museum. Het ging oorspronkelijk om een constructie van meer dan 20 meter lang die in 1763 afgebroken werd toen het koor werd verbouwd. Twee kapitelen van het doksaal bevinden zich in het Musée national du Moyen Âge, beter bekend als het Musée de Cluny, in Parijs.
- In La Chaise-Dieu, in Auvergne, in de abdijkerk Saint-Robert dateert het doksaal uit de 15e eeuw.
- In L'Épine, in de omgeving van Châlons-en-Champagne, dateert het doksaal van de Onze-Lieve-Vrouwebasiliek uit het einde van de 15e eeuw.
- In Luyères, in de omgeving van Troyes, dateert het houten doksaal van de kerk Saint-Julien uit 1552.
- In Parijs bevindt zich een weelderig doksaal in de Église Saint-Étienne-du-Mont dat dateert uit 1530-1535.
- In Saint-Bertrand-de-Comminges, aan de voet van de Pyreneeën, in de kathedraal Notre-Dame.
- In Saint-Florentin, in de Yonne.
- In Straatsburg, in de protestantse Saint-Pierre-le-Jeune dateert het doksaal uit de 14e eeuw.
- In Troyes, in de Sainte-Madeleine, de oudste kerk van Troyes, dateert het doksaal uit het begin van de 16e eeuw.
- In Villemaur-sur-Vanne, in de Aube, in de collegiale kerk l'Assomption-de-la-Vierge, dateert het in hout opgetrokken en gebeeldhouwd doksaal uit 1521.

In katholieke kerken is, indien het doksaal verdwenen is, doorgaans wel de apostelbalk bewaard gebleven.

### Italië
- In Albugnano, Piëmont, bezit de abdij van Vezzolano een stenen doksaal uit het einde van de 12e eeuw (beeldhouwwerk van de Bourgondische school).
- De romaanse duomo di Modena (1184) heeft haar veelkleurig stenen doksaal uit de 12e eeuw behouden. Het werd gebeeldhouwd door de maestri campionesi en beschikt aan evangeliezijde over een ambo.

### Engeland
Vooral in Engeland, in de kathedralen van de Anglicaanse Kerk bijvoorbeeld, bevinden zich nog veel doksalen, zoals in de kathedralen van Norwich, Ely en Exeter. East Anglia en South West England zijn de twee Engelse streken waar zich nog heel wat laatmiddeleeuwse (houten) 'rood screens' bevinden. In de middeleeuwen was East Anglia een welvarende regio, de kerken zijn er dan ook groter en de screens waren er hoger en eleganter. In Norfolk en Suffolk is de tribune dikwijls gesneuveld. Het graafschap Devon daarentegen telt nog tal van gave rood screens waar niet alleen de scheidingswand maar ook de tribune de Reformatie overleefd hebben. Die tribune stond boven op de screen, de houten scheidingswand. Die bovenstructuur was bekroond met de 'Rood', een heel groot beeld dat de gekruisigde Christus voorstelde. De screen bestaat over het algemeen uit een aantal beschilderde panelen die heiligen en engelen voorstellen, panelen die dikwijls door de beeldenstormers werden verminkt of minstens bekrast.
Rood screens treft men ander andere aan in
- St. Helen in Ranworth (Norfolk): de kerk heeft een geschilderd en gaaf bewaard exemplaar dat dateert uit de 15e eeuw en dat beschouwd wordt als het meest elegante van Engeland.
- St. Fabian and St. Sebastian in Woodbastwick (Norfolk): in deze kerk is enkel het onderste deel van de rood screen nog origineel.
- St. Catherine in Ludham (Norfolk): de 16e-eeuwse rood screen werd er gespaard omdat ze verstopt zat achter een hoge preekstoel.
- St. Michael and All Angels in Barton Turf (Norfolk): de hoge kwaliteit van de geschilderde panelen is opvallend.
- St Agnes in Cawston (Norfolk): de rood screen geeft een goed beeld van hoe een rood screen er vijf eeuwen geleden uitzag.
- St. Peter in Walpole (Norfolk): de kerk, bijgenaamd de kathedraal van de Fens, heeft een geschilderde rood screen die dateert uit het begin van de 16e eeuw.
- St. Michael and All Angels in Aylsham (Norfolk): de kerk heeft een geschilderde maar lichtjes bekraste rood screen die dateert uit het begin van de 16e eeuw. Het bovenstuk is verdwenen.
- St. Mary in Old Hunstanton (Norfolk): de kerk heeft een geschilderde rood screen die dateert uit het begin van de 16e eeuw.
- de kathedraal van Norwich (Norfolk).
- St. Peter and St. Paul in Salle (Norfolk): de rood screen heeft aan elke kant zes panelen waarvan er telkens slechts een heilige afbeelden, de acht andere panelen zijn naar alle waarschijnlijkheid nooit beschilderd. Op de deuren staan de vier kerkvaders geschilderd (net zoals in Cawston).
- All Saints in Edingthorpe (Norfolk): de kerk heeft een kleine maar volledig bewaarde rood screen met zes beschilderde panelen die dateert uit de 14e eeuw.
- St. Edmund in Southwold (Suffolk): de kerk heeft een rood screen die uit drie afzonderlijke delen bestaat en zich heel breed uitstrekt.
- St. Andrew in Bramfield (Suffolk): de rood screen dateert uit het begin van de 16e eeuw en werd gedeeltelijk gerestaureerd in het victoriaans tijdperk.
- St. Andrew in Westhall (Suffolk): de zuidelijke panelen van de rood screen beelden acht vrouwelijke heiligen uit, aan de noordkant staan eveneens acht panelen met mannelijke heiligen voorgesteld en de afbeelding van de Transfiguratie van Christus.
- The Assumption in Ufford (Suffolk): aan de ene kant staan zes panelen opgesteld met erg versleten afbeeldingen van vrouwelijke heiligen, aan de andere kant bevinden zich de zes panelen met mannelijke heiligen.
- St. Mary in Somerleyton (Suffolk): de kerk bezit een van de fijnste rood screens van Suffolk. De stijl doet erg denken aan het meesterwerk van St. Helen in Ranworth. Wat opvalt is dat de zestien heiligen paren vormen, wat het geheel dynamisch maakt.
- de kathedraal van Ely (Cambridgeshire) waar ze in de 19e eeuw werd gerestaureerd door de Victoriaanse architect Sir George Gilbert Scott.
- de kapel van King's College in Cambridge (Cambridgeshire): de rood screen dateert uit 1532-1536 en doet Italiaans aan (vroege renaissance). Ze was een persoonlijk geschenk van Hendrik VIII.
- de Kathedraal en Abdijkerk van Sint-Albanus (St Albans Catedral) in St Albans (Hertfordshire): de Wallingford Screen dateert uit 1480.
- het Victoria and Albert Museum in Londen waar de rood screen van de kathedraal van Hereford wordt bewaard. Ze werd in 1862 ontworpen door Sir George Gilbert Scott.
- de kathedraal van Exeter (Cathedral Church of Saint Peter at Exeter) in Exeter (Devon): op de elegante, met dertien beschilderde panelen versierde middeleeuwse rood screen staat het orgel.
- St. Andrew in Halberton (Devon): de houten rood screen is opgetrokken in perpendicular style en dateert uit 1400. Ze is goed bewaard en zorgzaam gerestaureerd in de 19e eeuw.
- St. Augustine in Heanton Punchardon (Devon): net als de rest van de kerk werd de rood screen gerestaureerd op het einde van de 19e eeuw, wat niet belet dat vele onderdelen nog origineel zijn.
- St. Andrew in Ipplepen (Devon): de 15e-eeuwse rood screen heeft de vierentwintig ouderlingen, de twaalf apostelen en de twaalf profeten op haar panelen staan.
- St. Peter in Shaldon (Devon): deze moderne kerk (1902) past niet in het rijtje middeleeuwe kerken met rood screen maar is het vermelden waard voor haar elegante stenen rood screen die bekroond wordt door vijf heiligenbeelden en vooral door een kruisbeeld (rood).
- St. Peter, St. Paul and St. Thomas of Canterbury in Bovey Tracey (Devon): deze 14e-eeuwse kerk bezit een van de fijnste rood screens van het graafschap. De rood screen bestaat uit elf bogen (gewelven) die de volledige breedte van de kerk als het ware overspannen. De restauratie, waarbij de oude kleuren en het verguldsel in ere werden hersteld en een ontbrekend gewelf werd gereconstrueerd, dateert uit 1887-1888.

### Schotland
In de kathedraal van Glasgow, een van de weinige compleet overgebleven middeleeuwse kathedralen in Schotland, bevindt zich de enige rood screen (15e eeuw) die dateert uit de periode van voor de Reformatie. Ze bestaat uit een stevige stenen muur die bekroond wordt door een balustrade met onderaan uitgesneden middeleeuwse figuren.

### Wales
In de kerk van St Beuno in Clynnog Fawr bevindt zich een houten rood screen uit de 16e eeuw.